# Pararge schultzi
Pararge schultzi är en fjärilsart som beskrevs av Schmidt 1903. Pararge schultzi ingår i släktet Pararge och familjen praktfjärilar. Inga underarter finns listade i Catalogue of Life.